# Johannes Wagner (Abt)
Johannes IV. Wagner (* in Bad Zurzach; † 23. Januar 1541 in St. Blasien) war ein Benediktiner und als Johannes IV. von 1540 bis 1541 Abt des Klosters St. Blasien. Zuvor war er von 1525 bis 1540 Propst der Propstei Klingnau.

## Wappen
Ein schwarzes Rad auf goldenem Schild.